# Andri Sigþórsson
Andri Sigþórsson (deutsche Transkription Andri Sigthorsson; * 25. März 1977 in Reykjavík) ist ein ehemaliger isländischer Fußballspieler, der für die Nationalmannschaft und außerhalb Islands für Vereine in Deutschland, Österreich und Norwegen spielte.

## Karriere

### Vereine
Aus der Jugendabteilung von KR Reykjavík hervorgegangen, spielte Andri Sigþórsson die Saison 1993/94 in der Jugendabteilung des FC Bayern München. Danach rückte er in die zweite Mannschaft auf, für die er in zwei Spielzeiten 13 Punktspiele in der drittklassigen Regionalliga Süd bestritt und ein Tor erzielte. Dieses gelang ihm am 19. November 1995 (16. Spieltag) beim 2:2-Unentschieden im Heimspiel gegen den SV Darmstadt 98 mit dem Treffer zum 1:1 in der 56. Minute. Sein Debüt gab er zuvor am 26. Februar 1995 (19. Spieltag) beim 2:0-Sieg im Heimspiel gegen den KSV Hessen Kassel.
1997, nach Island zurückgekehrt, spielte er bis
2000 für den Erstligisten KR Reykjavík, mit dem er einmal den nationalen Pokal und zweimal die Meisterschaft gewann. Sein Debüt gab er am 3. Juni 1997 beim torlosen Remis im Heimspiel gegen KS Leiftur; sein erstes Tor erzielte er am 29. Mai 1997 bei der 1:3-Niederlage im Auswärtsspiel gegen Valur Reykjavík mit dem Treffer zum 1:2 in der 73. Minute. Während dieser Zeit wurde er von November 1997 bis Mai 1998 auf Leihbasis an den Zweitligisten FSV Zwickau abgegeben; für den er lediglich fünf aufeinander folgende Punktspiele absolvierte.
Nach seiner Zeit beim KR Reykjavík wechselte er nach Österreich zum SV Austria Salzburg, für den er bis August 2001 24 Punktspiele in der Bundesliga bestritt und drei Tore erzielte. Während der laufenden Saison 2001/02 wurde sein Vertrag im Einvernehmen aufgelöst, um für den norwegischen Erstligisten Molde FK spielen zu können.
Von September 2001 bis Ende der Spielzeit im November 2003 bestritt er 17 Punktspiele und konnte sich siebenmal als Torschütze auszeichnen. Sein letztes Spiel als Fußballer bestritt er am 13. April 2003 (1. Spieltag) bei der 0:1-Niederlage im Auswärtsspiel gegen Odds BK über 90 Minuten.

### Nationalmannschaft
Sein Debüt im Nationaltrikot gab er in der U17-Nationalmannschaft, die am 6. August 1992 mit 0:2 gegen England verlor. Drei Tage später erzielte er beim 11:0-Sieg über die Vertretung Färöers seinen ersten beiden Länderspieltore.
Am 26. März 1994 bestritt er sein erstes von neun Länderspielen für die U19-Nationalmannschaft beim 1:0-Sieg über die Schweizer Auswahl. Für die U21-Nationalmannschaft absolvierte er vier Begegnungen, seine erste am 1. Juni 1996 beim 2:0-Sieg über die Auswahl Mazedoniens, bevor er in die A-Nationalmannschaft aufrückte und in dieser am 24. März 2001 bei der 1:2-Niederlage gegen Bulgariens Nationalmannschaft debütierte. Sein erstes A-Länderspieltor gelang ihm am 1. September 2001 beim 3:1-Sieg über die Tschechische Nationalmannschaft mit dem Treffer zum 2:0 in der 66. Minute. Das torlose Remis am 8. Januar 2002 in der Begegnung mit der Kuwaitischen Nationalmannschaft war sein letztes Spiel für den KSI.

## Erfolge
- Isländischer Meister 1999, 2000
- Isländischer Pokalsieger 1999